# Tratado de Aquisgrão (1748)
O segundo Tratado de Aquisgrão (também conhecido como Tratado de Aquisgrano, Tratado de Aix-la-Chapelle ou ainda Tratado de Aachen) foi assinado no término de um congresso que foi reunido para acabar com a Guerra de Sucessão Austríaca e cujas negociações foram feitas de 24 de abril até 18 de outubro de 1748. A França e a Grã-Bretanha foram as principais potências que tiveram influências sobre as negociações. O tratado foi firmado em Aquisgrão (hoje na Alemanha) em 18 de outubro de 1748.

## Cláusulas sobre a Europa
- Devolução das praças fortes das Barreiras aos Países Baixos.
- Devolução à Áustria dos domínios de Maria Teresa da Áustria excepto o Ducado de Parma e Placência e o Ducado de Guastalla onde os Gonzagas se extinguiram e, apesar de vassalo do Sacro Império Romano-Germânico, estavam sob a tutela da Espanha e da França.[1]
- Restauração do Ducado de Módena e da República de Gênova.
- Reconhecimento da posse do ducado de Silésia e do condado de Glatz pelo Reino da Prússia.

## Cláusulas sobre a América
Este tratado resultou numa trégua entre anglo-americanos e franco-americanos, cujos antagonismos haviam atingido seu ponto culminante.

## Causas
De 1745 até 1748 houve a Guerra de Sucessão Austríaca, conhecida na América como Guerra do Rei Jorge. Novamente se sucederam combates nas áreas setentrionais das Treze Colônias, tendo uma expedição partido de Boston (Massachusetts) e se apoderado de Louisbourg na Ilha do Cabo Bretão, cujo controle favoreceria a ação de barcos pesqueiros na foz do rio São Lourenço e Terra Nova. A assinatura do Tratado de Aquisgrão estabeleceu a restituição de Louisbourg à França, o que não agradou aos anglo-americanos.

## Consequências
Nas Treze Colônias organizaram-se diversas empresas - como a Companhia de Ohio, a Companhia Greebier e a Companhia Loyal - que especulavam sobre as terras do Oeste, onde os franceses haviam estabelecido recentemente uma série de fortes na bacia do Ohio.
Essa região era de alto valor para o comércio de peles com os índios. Autoridades coloniais enviaram o Coronel George Washington, à frente de milicianos, ao vale do rio Ohio, onde, sem declaração de guerra, atacou os franceses, mas foi vencido (1754).
Na luta comercial entre a Grã-Bretanha e a França nas Índias Ocidentais, na África e na Índia nada foi resolvido e o tratado não estabelecia uma paz sólida.